# Ylakiai
Ylakiai is een plaats in de gemeente Skuodas in het Litouwse district Klaipėda. De plaats telt 1165 inwoners (2001).

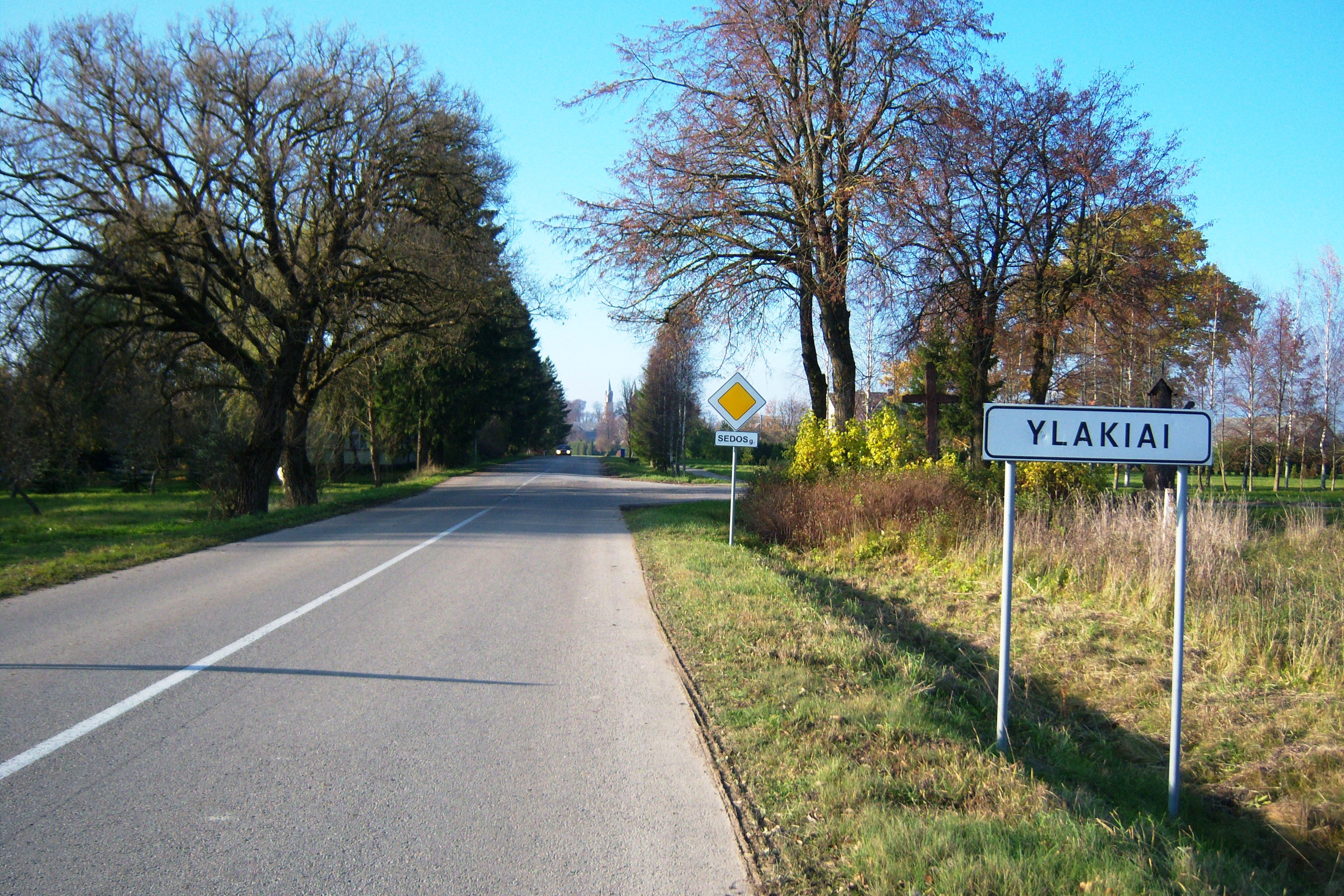
Ingang dorp
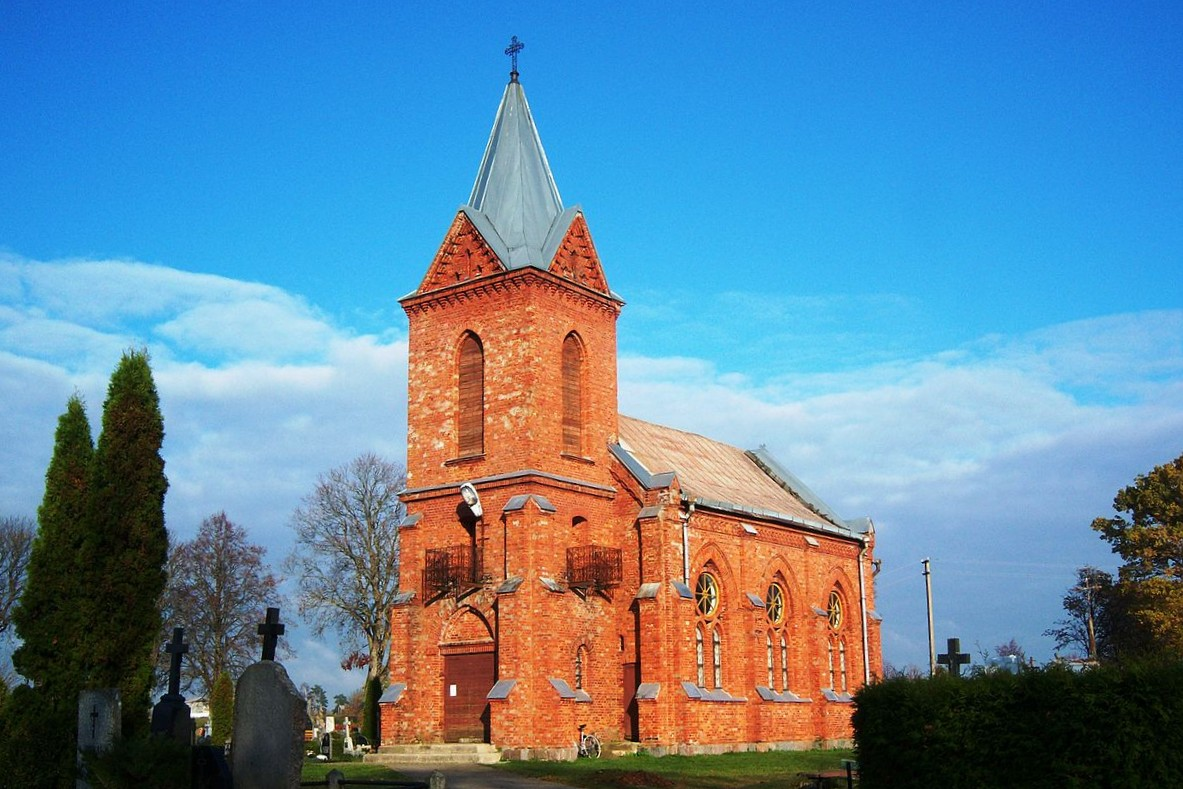
Kerk